# 金玉站
金玉站（韓語：금옥역）是朝鮮民主主義人民共和國黄海北道胜湖区域金玉里的一個鐵路車站，属于平德线。

## 邻近车站
平德线
货泉站 - 金玉站 - 松街站